# Hoplideres aquilus
Hoplideres aquilus är en skalbaggsart som beskrevs av Charles Coquerel 1859. Hoplideres aquilus ingår i släktet Hoplideres och familjen långhorningar.
Artens utbredningsområde är Madagaskar. Inga underarter finns listade i Catalogue of Life.